# Schefflera morototoni
Schefflera morototoni é uma árvore nativa da América do Sul, presente no Brasil desde a Floresta Amazônica até o Rio Grande do Sul.  A espécie também é conhecida como mandioqueira, morototó, mucututu, matataúba, para-pará, marupá-uba-falso ou sambacuim. É uma árvore de grande porte, podendo chegar a 30 metros de altura e tronco de 60 a 90 centímetros de diâmetro. Sua madeira é usada na marcenaria em geral, em vários produtos como talhas, molduras, compensados, batentes, brinquedos, etc. A árvore é elegante e pode ser usada para paisagismo.

## Sinônimos
- Aralia micans Willd. ex Schult.
- Didymopanax calophyllus Decne. & Planch. [Inválido]
- Didymopanax chrysophyllus (Vahl) Decne. & Planch.
- Didymopanax micans (Willd. ex Schult.) Krug & Urb.
- Didymopanax morototoni (Aubl.) Decne. & Planch.
- Didymopanax poeppigii Decne. & Planch.
- Didymopanax speciosus (Willd.) Decne. & Planch.
- Didymopanax splendens (Kunth) Decne. & Planch. ex Seem.
- Didymopanax splendidus Planch. ex Linden
- Didymopanax undulatus C.Wright [Ilegítimo]
- Oreopanax morototoni (Aubl.) Pittier
- Panax chrysophyllus Vahl
- Panax morototoni Aubl.
- Panax speciosus Willd.
- Panax spinosus Poir.
- Panax splendens Kunth
- Panax undulatus Kunth [Ilegítimo]
- Schefflera splendens (Kunth) Frodin ex Lindeman
- Sciodaphyllum paniculatum Britton